# Dr. August Oetker KG
Dr. August Oetker KG (Oetker-Gruppe) är en internationellt verksam tysk företagskoncern med säte i Bielefeld. Bolaget är bland annat känt för livsmedelstillverkaren Dr. Oetker och bryggerikoncernen Radeberger Gruppe.

## Företagsstruktur

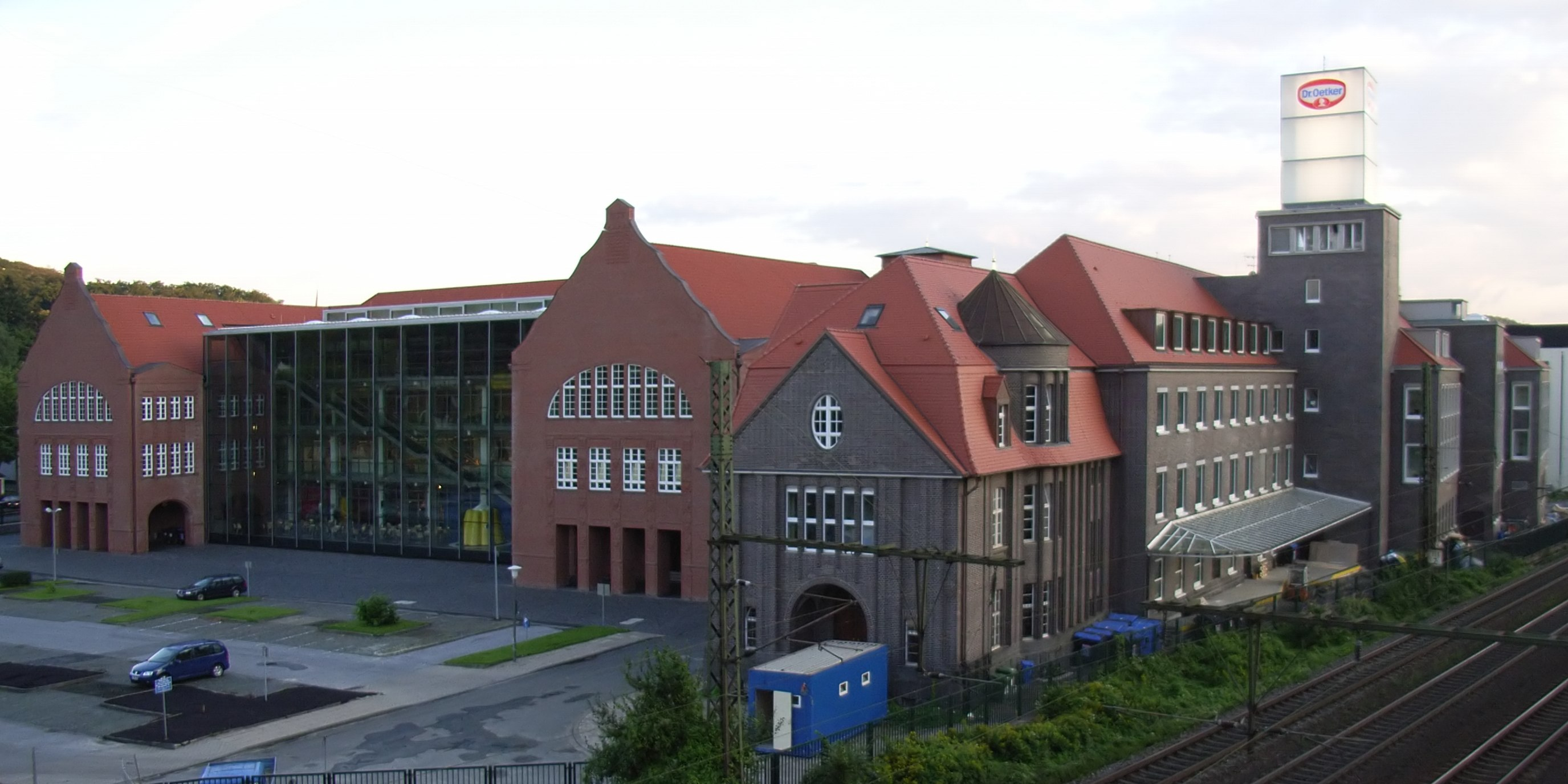
Dr. Oetker i Bielefeld

Oetker-gruppen är indelad i tre affärsområden.
- Livsmedel : Säljs bland annat under varumärket Dr. Oetker (puddingar, bakpulver, pizzor).
- Öl och alkoholfria drycker: Här ingår flera av Tysklands största bryggerier via Radeberger Gruppe som Oetker kontrollerar. Oetker äger bryggerier som Jever, Schultheiss och DAB.
- Övrigt: Hotell, spedition med mera

## Personligheter
- August Oetker (1862–1918)
- Richard Kaselowsky (1888–1944)
- Rudolf-August Oetker (1916-2007)
- August Oetker (född 1944)